# Borís Kramarenko
Borís Kramarenko   (Aşgabat, 1 de novembre de 1955) és un lluitador turcman, ja retirat, especialista en lluita grecoromana, que va competir sota bandera de la Unió Soviètica durant les dècades de 1970 i 1980.
El 1980 va prendre part en els Jocs Olímpics d'Estiu de Moscou, on guanyà la medalla de bronze en la competició del pes ploma del programa de lluita grecoromana.
En el seu palmarès també destaca una medalla d'or al Campionat del món de lluita de 1978 i tres campionats nacionals soviètics.
Una vegada retirat, el 1981, passà a fer d'entrenador de lluita a Rostov-on-Don.